# Claudiu Niculescu
Claudiu Iulian Niculescu (nacido 23 de junio de 1976 en Slatina) es un futbolista rumano que juega para el Universitatea Cluj. Ha desempeñado anteriormente en el Universitatea Craiova y Dinamo Bucuresti, y también ha jugado una temporada en el Génova FC. Él es un delantero especialmente experto en tiros libre. 
En la temporada 2006/2007, se convirtió en el killer de la Liga con 18 goles, 4 de ellos en el partido contra Rapid Bucarest. Fue también el segundo máximo realizador de la Copa de la UEFA, anotando 8 objetivos. En total, anotó 18 goles para el Dinamo Bucuresti en los partidos europeos, y es el máximo goleador de todos los tiempos en competiciones europeas para el Dinamo. En Rumania, jugó 223 partidos, anotando 159 goles.
Se divorció de su esposa, Lidia, en 2007, (él tiene dos hijos con ella, Alex, 9, y Rebeca, 4). Ahora está casado con Diana Munteanu, quien ha trabajado en la MTV Rumania y en la actualidad en Antena 2.

## AC Omonia
El 23 de julio de 2008 firmó un contrato de 2 + 1 años con un equipo de la Primera División de Chipre, el AC Omonia Nicosia.

## Clubes
| Club                  | País     | Año       |
| --------------------- | -------- | --------- |
| FC IELIF Craiova      | Rumania  | 1994-1995 |
| Extensiv Craiova      | Rumania  | 1996-1998 |
| Universitatea Craiova | Rumania  | 1998-2001 |
| FC Dinamo Bucureşti   | Rumania  | 2001-2002 |
| Génova FC             | Italia   | 2002-2003 |
| FC Dinamo Bucureşti   | Rumania  | 2003-2007 |
| MSV Duisburgo         | Alemania | 2008-     |
| AC Omonia             | Chipre   | 2008-     |
| Dinamo de Bucarest    | Rumania  | 2009-2010 |
| Universitatea Cluj    | Rumania  | 2010-     |